# Rue Botha
La rue Botha est une voie du 20e arrondissement de Paris, en France.

## Situation et accès
La rue Botha est une voie publique située dans le 20e arrondissement de Paris. Elle débute au 16, rue du Transvaal et se termine en impasse.

## Origine du nom

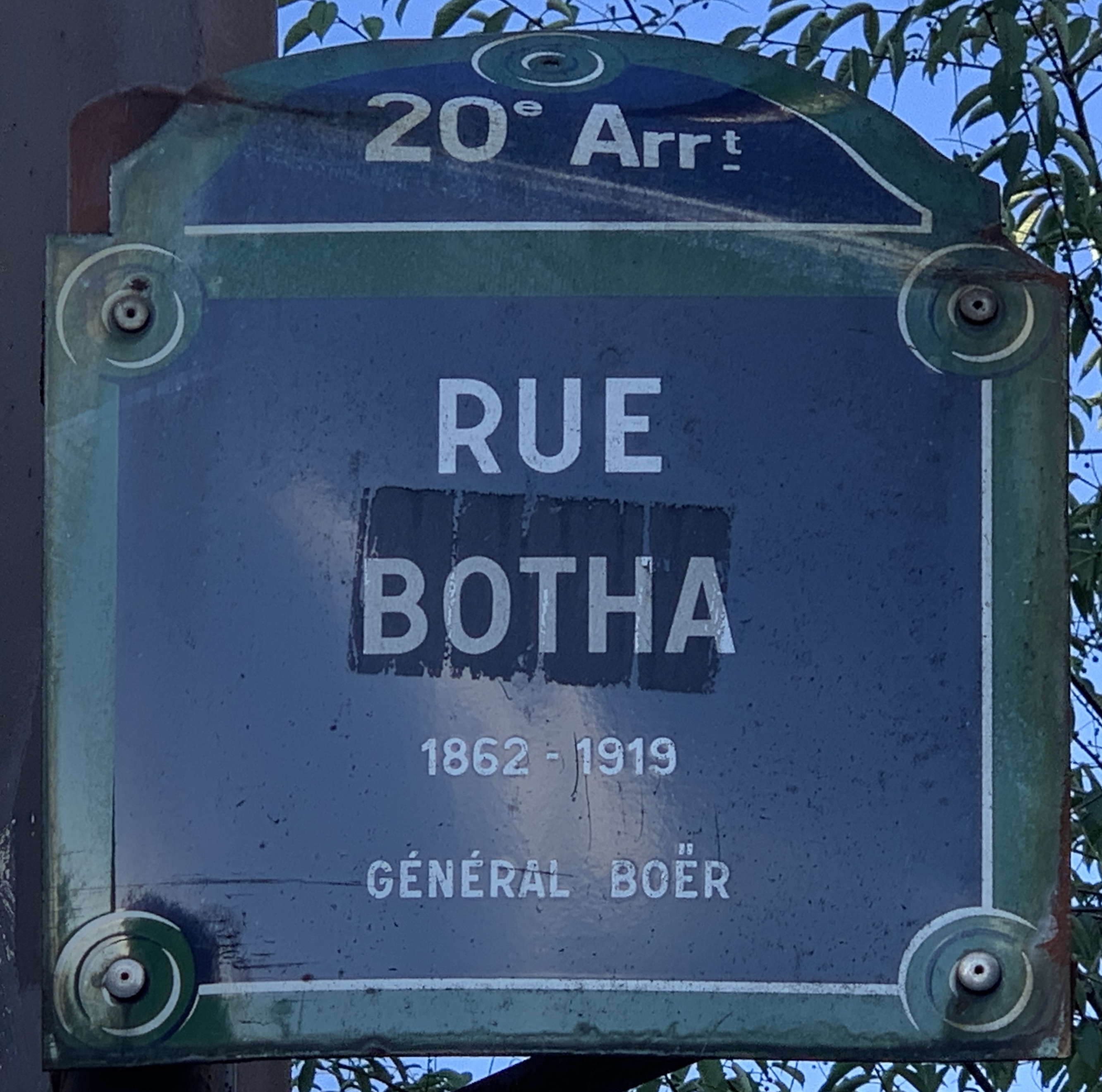
Plaque de la rue.

Elle porte le nom du général et homme d'État sud-africain Louis Botha (1862-1919), réorganisateur de l'armée des Boers, Premier ministre du Transvaal en 1907, puis de l'Union sud-africaine en 1910.

## Historique
Cette rue qui existait à l'état de chemin dès 1672 est tracée sur le plan cadastral de la commune de Belleville dressé en 1812.
Dénommée « passage de l'Isly » vers 1845, en mémoire de la bataille de l'Isly, elle est dénommée « passage de la Mare » par arrêté préfectoral du 1er février 1877 en raison d'une ancienne mare formée par les eaux de Belleville.
Vers 1895, la partie du « passage de la Mare », qui était comprise entre la rue des Couronnes et le passage Plantin, a été supprimée par suite de l'ouverture de la rue du Transvaal. 
Un arrêté du 7 mai 1932, déclarant d'utilité publique la création d'un square entre les rues du Transvaal, Vilin et des Couronnes, avait prévu la suppression de la rue Botha. Mais la réalisation en 1958 d'un groupe d'habitations par l'Office public d'habitations de la Ville de Paris a entraîné le maintien d'une partie de cette voie.

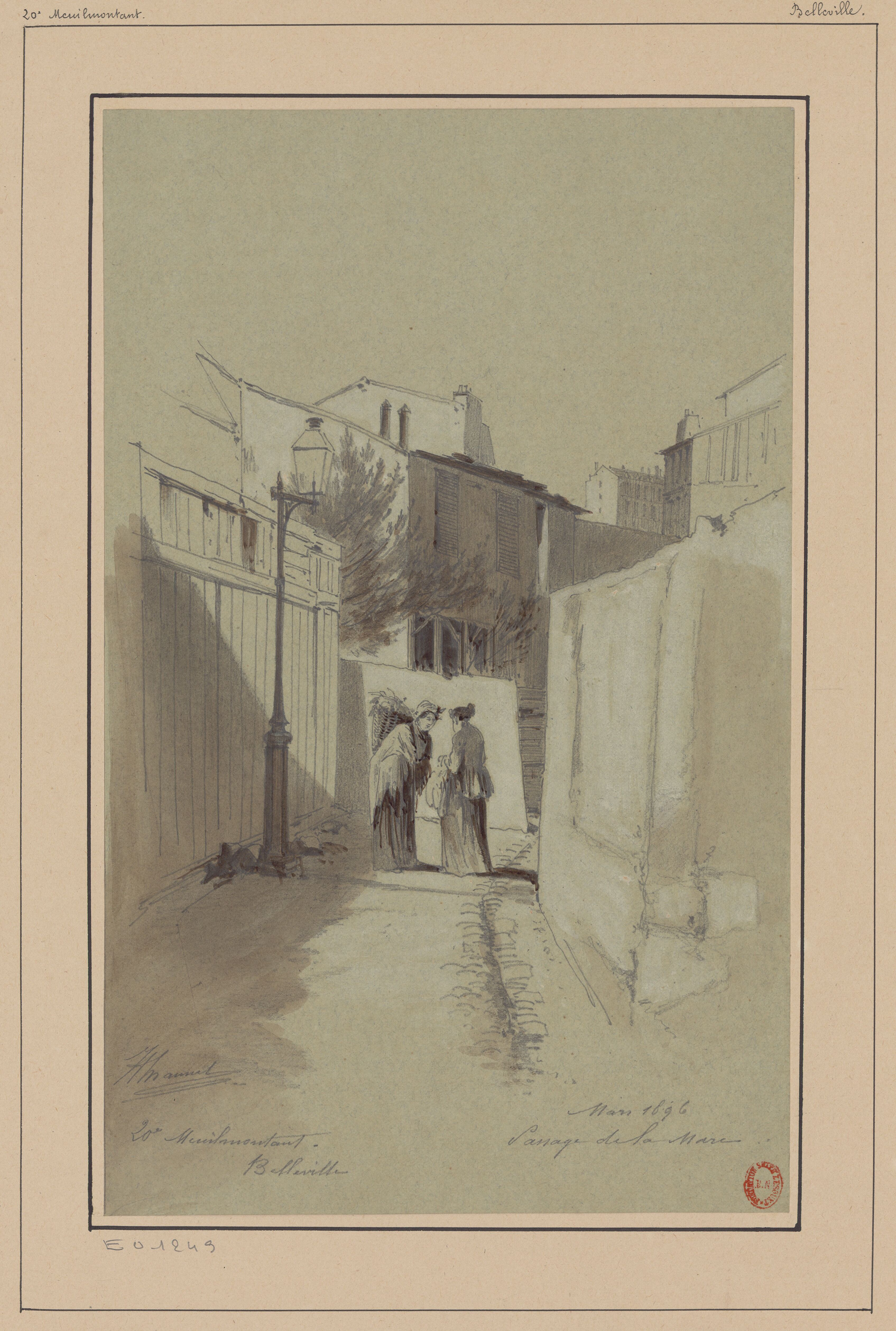
Le passage de la Mare en 1896 (dessin de Jules-Adolphe Chauvet).
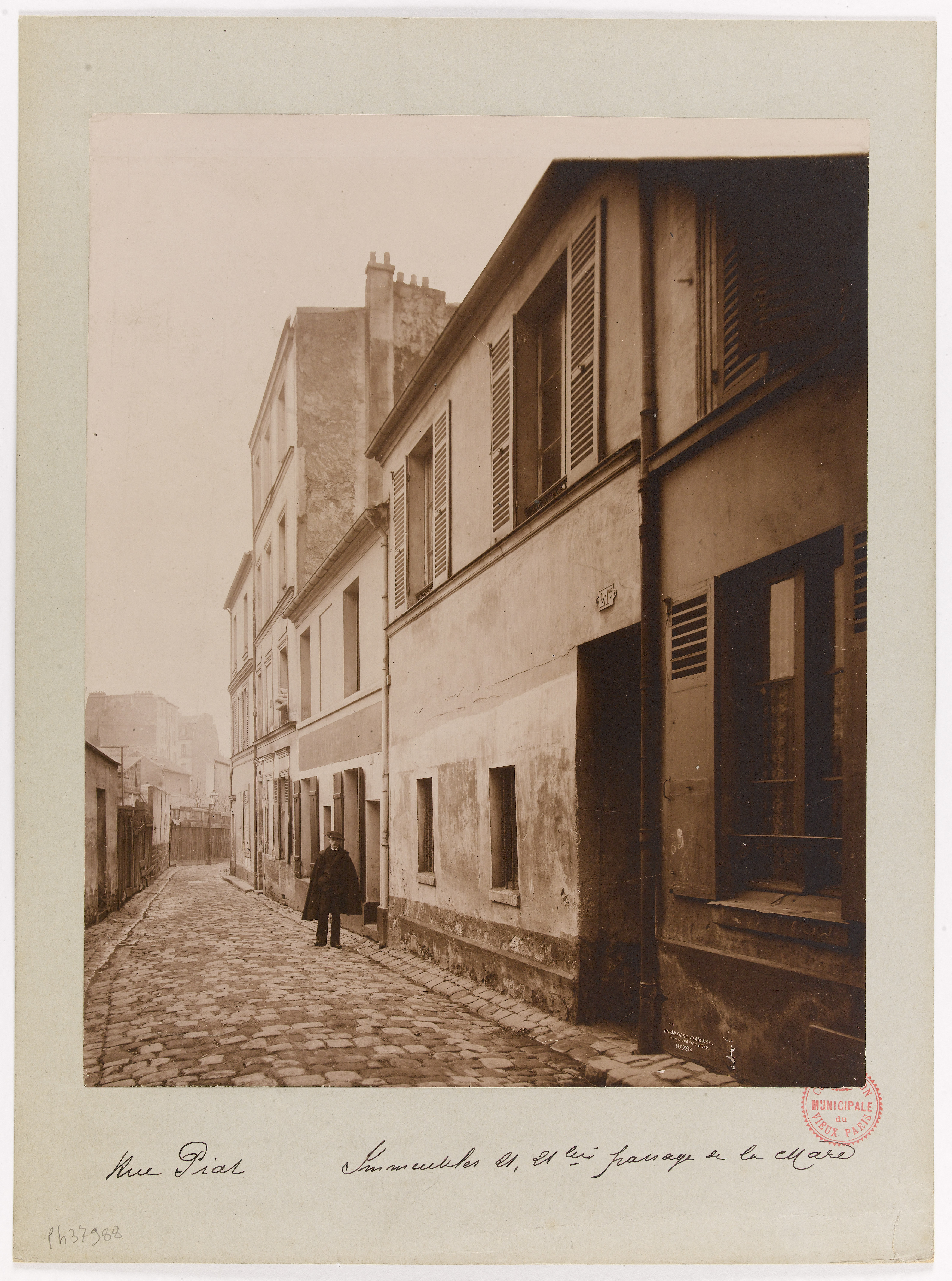
Vue des nos 21 et 21 bis vers 1899.